# دهستان باراندوزچای جنوبی
باراندوزچای جنوبی، دهستانی است از توابع بخش مرکزی شهرستان ارومیه در استان آذربایجان غربی ایران.

## جمعیت
براساس سرشماری مرکز آمار ایران در سال ۱۳۹۵، جمعیت این دهستان برابر با ۱۱٬۴۰۸ نفر (۳٬۱۱۷ خانوار) بوده است. مردم به زبان ترکی آذربایجانی سخن گفته و پیرو مذهب شیعه هستند.